# Manuel Gerolin
Manuel Gerolin (Venezia, 9 febbraio 1961) è un dirigente sportivo ed ex calciatore italiano, di ruolo centrocampista.

## Carriera

### Giocatore
Comincia nel Conegliano dove debutta in Serie D nella stagione 1976-1977 giocando una partita. Sempre con i veneti ottiene una promozione e debutta tra i professionisti nella stagione di Serie C2 1978-1979.

Gerolin alla Roma nel 1989, in scivolata sul granata Fuser.

Nella stagione 1980-1981 approda in Serie A con l'Udinese, in cui milita per cinque campionati: nell'annata d'esordio in Friuli, in particolare, nei minuti finali dell'ultima giornata segna la rete decisiva per la salvezza bianconera. Successivamente gioca per la Roma sei stagioni conquistando per due volte la Coppa Italia.
Infine milita in Serie B con la maglia del Bologna dove nel 1993 chiude la carriera.

### Dirigente
Una volta finita la carriera da calciatore ha intrapreso quella dirigenziale, lavorando per Siena, Cremonese e Udinese, dove è stato osservatore.
Il 5 febbraio 2007 inizia il corso di direttore sportivo presso il centro tecnico di Coverciano, dove si diploma il successivo 2 aprile. Il 12 giugno 2007 viene nominato direttore sportivo del Siena; il 10 febbraio 2010 viene sollevato dall'incarico. Il 22 giugno dello stesso anno viene nominato direttore sportivo della Cremonese; dopo poco più di un mese, il 31 luglio 2010 le due parti si dividono.
Il 1º gennaio 2014 diventa consulente di mercato del Wolfsburg, affiancando il direttore sportivo Klaus Allofs. Dall'ottobre dello stesso anno è collaboratore diretto di Maurizio Zamparini, presidente del Palermo, con il ruolo tecnico di consulente di mercato e osservatore per il Sudamerica. Il 1º luglio 2015 viene nominato direttore sportivo del club rosanero; nel giugno del 2016, dopo una stagione travagliata durante la quale è stato anche allontanato e richiamato insieme a vari allenatori, viene sostituito da Rino Foschi.
L'8 giugno 2017 fa ritorno per la terza volta all'Udinese, stavolta nelle vesti di direttore sportivo, firmando con i friulani un contratto annuale.

## Statistiche

### Presenze e reti nei club
| Stagione    | Squadra     | Campionato  | Campionato | Campionato | Coppe nazionali | Coppe nazionali | Coppe nazionali | Coppe continentali | Coppe continentali | Coppe continentali | Altre coppe | Altre coppe | Altre coppe | Totale | Totale |
| Stagione    | Squadra     | Comp        | Pres       | Reti       | Comp            | Pres            | Reti            | Comp               | Pres               | Reti               | Comp        | Pres        | Reti        | Pres   | Reti   |
| ----------- | ----------- | ----------- | ---------- | ---------- | --------------- | --------------- | --------------- | ------------------ | ------------------ | ------------------ | ----------- | ----------- | ----------- | ------ | ------ |
| 1985-1986   | Roma        | A           | 27         | 2          | CI              | 9               | 0               | -                  | -                  | -                  | -           | -           | -           | 36     | 2      |
| 1986-1987   | Roma        | A           | 25         | 0          | CI              | 6               | 0               | CdC                | 2                  | 1                  | -           | -           | -           | 33     | 1      |
| 1987-1988   | Roma        | A           | 17         | 0          | CI              | 4               | 0               | -                  | -                  | -                  | -           | -           | -           | 21     | 0      |
| 1988-1989   | Roma        | A           | 19+1       | 0          | CI              | 5               | 0               | CU                 | 5                  | 1                  | -           | -           | -           | 26     | 2      |
| 1989-1990   | Roma        | A           | 24         | 3          | CI              | 5               | 0               | -                  | -                  | -                  | -           | -           | -           | 29     | 3      |
| 1990-1991   | Roma        | A           | 26         | 0          | CI              | 7               | 1               | CU                 | 9                  | 2                  | -           | -           | -           | 42     | 3      |
| Totale Roma | Totale Roma | Totale Roma | 138+1      | 5          |                 | 36              | 1               |                    | 16                 | 4                  |             | -           | -           | 191    | 10     |

## Palmarès
- Coppa Italia: 2

Roma: 1985-1986, 1990-1991